# صفاء عبدالسلام علی جعفر

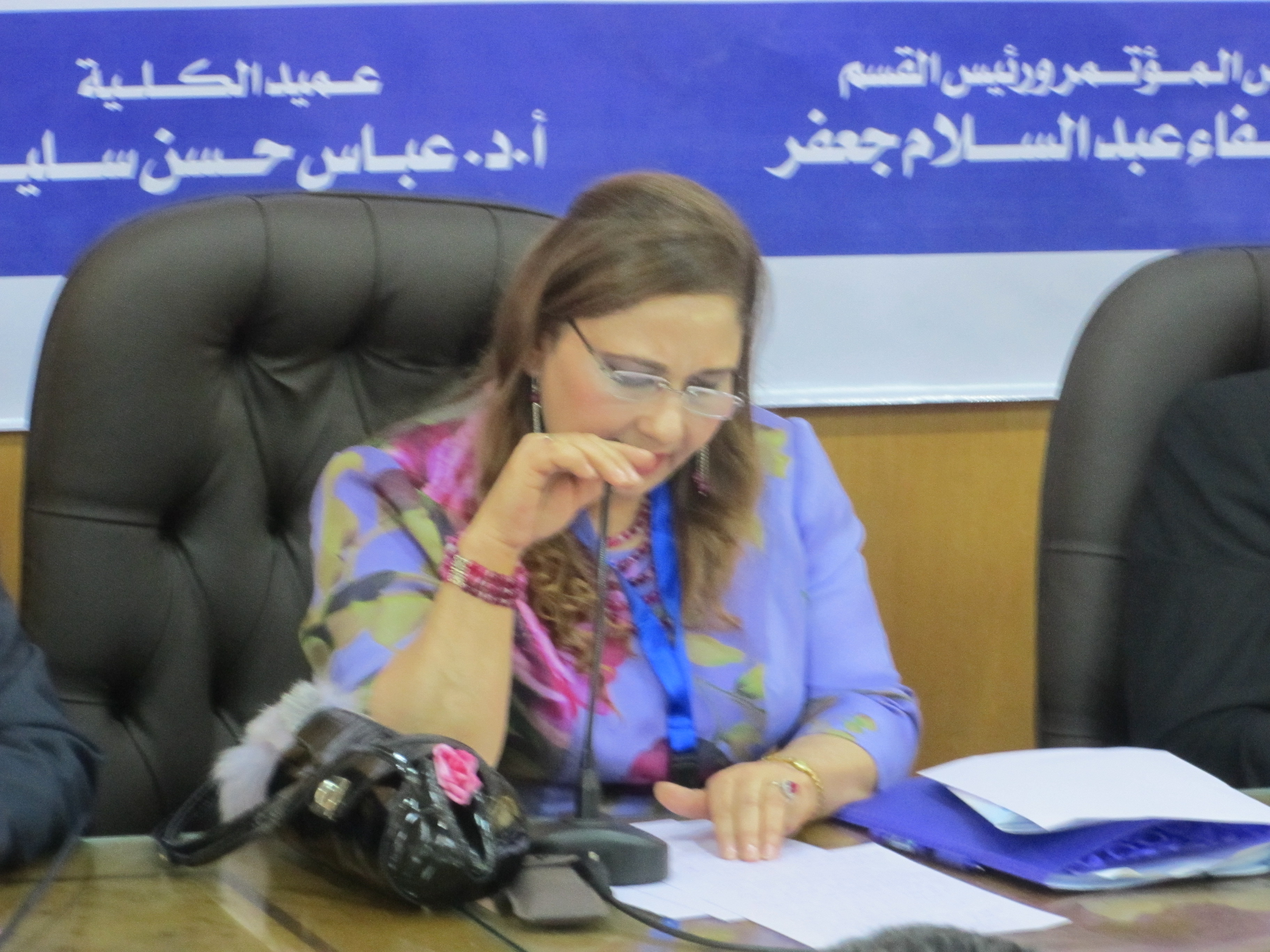

صفا عبدالسلام علی جعفر (زاده ۱۶ فوریه ۱۹۶۰) متفکر، نویسنده، استاد دانشگاه و محقق، استاد فلسفه مدرن و رئیس قبلی گروه فلسفه دانشگاه اسکندریه و عضو شورای فرهنگ مصر است. او بیشتر به خاطر کتاب‌هایش دربارهٔ فلسفه مدرن و معاصر آلمانی، به‌ویژه فردریش نیچه و مارتین هایدگر شناخته می‌شود.

## زندگی
او در سال ۱۹۶۰ در شهر اسکندریه در شمال مصر به دنیا آمد و در طول دوران تحصیلی خود در تحصیلات عالی بود. در سال ۱۹۸۲ از گروه فلسفه دانشگاه اسکندریه لیسانس هنر گرفت و در کلاس خود رتبه اول را کسب کرد، در همان سال به عنوان دستیار تدریس در این گروه منصوب شد و سپس مدرک کارشناسی ارشد را در رشته هنر گرفت. در سال ۱۹۸۸ از دپارتمان فلسفه دانشگاه اسکندریه و سپس به فعالیت علمی خود ادامه داد تا اینکه در سال ۱۹۹۳ دکترای خود را از همان گروه دریافت کرد.
دکتر حبیب الشرونی، استاد فقید فلسفه مدرن در مقدمه خود بر کتاب «وجود واقعی مارتین هایدگر» از او به عنوان «یکی از مادران کتاب» یاد کرده‌است.
او کتابی در مورد نیچه نوشت که تلاشی برای خواندن صحیح این فیلسوف است و تمام تصورات نادرست مربوط به اندیشه او را حذف می‌کند. او دو بار برای جمع‌آوری موضوعات علمی به آلمان سفر کرد، و در آنجا زیر نظر پروفسور فردریش ویلهلم فون هرمان، یکی از شاگردان هایدگر، تحصیل کرد.

## فعالیت‌ها و مشارکت
نمایش دهنده، گروه فلسفه، دانشکده هنر، دانشگاه اسکندریه، از ۱۹۸۲ تا ۱۹۸۸.
استادیار، گروه فلسفه، دانشکده هنر، دانشگاه اسکندریه، از ۱۹۸۸ تا ۱۹۹۳.
معلم در همان بخش، از سال ۱۹۹۳ تا ۲۰۰۰.
استادیار فلسفه مدرن و معاصر، گروه فلسفه، دانشگاه اسکندریه، اکتبر ۲۰۰۰ تا ۲۰۰۷.
استاد فلسفه مدرن و معاصر، گروه فلسفه، دانشگاه اسکندریه، از سال ۲۰۰۷ تا به امروز.
ریاست گروه فلسفه از سال ۲۰۱۳ تا ۲۰۲۱.
رئیس کنفرانس بین‌المللی سالانه گروه فلسفه - دانشکده هنر - دانشگاه اسکندریه از زمان تأسیس تا به امروز.
عضو کمیته دائمی ارتقای اساتید و دانشیاران شورای عالی دانشگاه‌ها.
عضو کمیته فلسفه شورای عالی فرهنگ مصر

## تالیفات
- هرمنوتیک زبان گادامر، یک دیدگاه انتقادی  ۲۰۱۶
- خاستگاه فناوری  مطالعه ای در هستی‌شناسی معاصر ۲۰۱۳
- هایدگر و الهیات مسیحی، انجمن فلسفی مراکش - مراکش ۲۰۰۱
- شعر و اندیشه در هایدگر، انجمن فلسفی مراکش - مراکش ۲۰۰۴
- رها شدن بین تائوئیسم و هایدگر الهداری برای چاپ و انتشار ۲۰۰۹
- مرگ احتمال و احتمال مرگ: یک مطالعه فلسفی در هستی شناسی مرگ بنیاد بین المللی هوروس ۲۰۰۵
- خود واقعی در کارل یاسپرس، «خوانشی در پارادوکس نگرش‌های مرزی»، دارالوفاء، ۲۰۰۱
- هستی‌شناسی زبان هایدگر، دارالوفاء، ۱۳۸۰ش
- هرمنوتیک: تفسیری از «منشا یک اثر هنری» تأسیسات معارف ۲۰۰۰
- آلته بین فلوطین و هایدگر، انجمن فلسفی مراکش - مراکش ۲۰۰۰
- در فلسفه تمدن (یونانی - اسلامی - غربی) خانه رنسانس عرب ۱۹۹۹
- تمدن مدرن غرب بین ظهور و زوال، خانه فرهنگ علمی ۱۳۷۷
- وجود واقعی از نظر مارتین هایدگر، پایگاه دانش ۱۹۹۸
- تلاشی جدید برای خواندن فردریش نیچه، خانه دانش دانشگاه ۱۹۹۸
- قرائتی از اصطلاح فلسفی، خانه فرهنگ علمی ۱۹۹۷